# Jonathan Mandick
Jonathan Mandick (Edmonton, 11 de enero de 1981) es un deportista canadiense que compitió en remo.
Ganó una medalla de bronce en el Campeonato Mundial de Remo de 2002, en la prueba de cuatro sin timonel ligero. Participó en los Juegos Olímpicos de Atenas 2004, ocupando el quinto lugar en la misma prueba.

## Palmarés internacional
| Campeonato Mundial | Campeonato Mundial | Campeonato Mundial | Campeonato Mundial        |
| Año                | Lugar              | Medalla            | Prueba                    |
| ------------------ | ------------------ | ------------------ | ------------------------- |
| 2002               | Sevilla (España)   | Medalla de bronce  | Cuatro sin timonel ligero |